# Maria Radner
Maria Friderike Radner (Düsseldorf, 1 januari 1981 − Prads-Haute-Bléone, 24 maart 2015) was een Duitse contra-alt die bekend werd vanwege haar rollen in opera's van Richard Wagner.

## Biografie
Radner volgde haar muziekstudies aan de Robert-Schumann-Hochschule Düsseldorf. Ze ontving een beurs van de Vereniging Richard Wagner om de Bayreuther Festspiele van 2007 bij te wonen. In juni 2008 maakte ze haar debuut in het oratorium Philitaei a Jonatha disperse van Vicente Martín y Soler in een uitvoering onder leiding van Zubin Mehta in Valencia. Haar eerste Wagnerrol vertolkte ze in Parsifal in een productie onder leiding van Lorin Maazel, eveneens in Valencia. Haar debuut in de Metropolitan Opera maakte zij in januari 2012 in Götterdämmerung, het slotdeel van Wagners Der Ring des Nibelungen. Van 13 tot 21 maart 2015 vertolkte zij in het Liceu in Barcelona de rol van de godin Erda in Siegfried van Wagner in een productie van Robert Carsen, waarin Oleg Bryjak de rol van Alberich vertolkte. In de zomer van 2015 zou zij haar debuut maken bij de Bayreuther Festspiele.
Met haar man, hun baby en collega Oleg Bryjak vloog zij op 24 maart 2015 van Barcelona naar haar woonplaats Düsseldorf met Germanwings-vlucht 9525. Zij lieten, nadat de co-piloot het vliegtuig doelbewust liet neerstorten, daarbij allen het leven.
- Gemeinsame Normdatei: 1031228594
- International Standard Name Identifier: 0000 0003 9972 6436
- Library of Congress Control Number: no2013001710
- MusicBrainz: 3b065bde-f315-47e5-ac29-68952eb2f7d2
- Nationale Bibliotheek van Israël: 987007345202905171
- Virtual International Authority File: 294917975
- WorldCat: E39PBJjXkC4txBBk4ywMX8VjYP